# Кемпа Нанджаммані Вані Віласа Саннідхана
Магарані Кемпа Нанджаммані Вані Віласа Саннідхана — дружина магараджі Камараджендри Вадіяра X й мати магараджі Крішни Раджі Вадіяра IV. Була регенткою Майсуру при своєму малолітньому сині від 1894 до 1902 року.